# Sara McLarty
Sara McLarty (1983) es una deportista estadounidense que compitió en triatlón, acuatlón y natación. Ganó una medalla de plata en el Campeonato Panamericano de Triatlón de 2014, y una medalla de oro en el Campeonato Mundial de Acuatlón de 2006.

## Palmarés internacional
| Campeonato Panamericano | Campeonato Panamericano   | Campeonato Panamericano | Campeonato Panamericano |
| Año                     | Lugar                     | Medalla                 | Prueba                  |
| ----------------------- | ------------------------- | ----------------------- | ----------------------- |
| 2014                    | Sarasota (Estados Unidos) | Medalla de plata        | Relevo mixto            |

| Campeonato Mundial | Campeonato Mundial | Campeonato Mundial | Campeonato Mundial |
| Año                | Lugar              | Medalla            | Prueba             |
| ------------------ | ------------------ | ------------------ | ------------------ |
| 2006               | Lausana (Suiza)    | Medalla de oro     | Individual         |